# Exilia
Exilia är en italiensk alternativ metal-grupp som bildades 1998 i Milano. Bandets originaltrummis- och basist byttes ut under 2005 och 2015 bestod bandet av Masha Mysmane (sång), Elio Alien (gitarr), Marco Valerio (basgitarr) samt Ale "BH" Lera (trummor). De har sedan de bildades givit ut fyra studioalbum och en EP. Med deras kvinnliga frontfigur Masha Mysmanes aggressiva sångstil i spetsen har bandet jämförts med grupper som bland annat Guano Apes och Otep.
Bandets genombrott kom 2004 med deras första egentliga album Unleashed och singeln Stop Playing God. Albumet My Own Army (2009) producerades av Dave Chavarri som är trummis i Ill Niño, vilka Exilia vid flera tillfällen har spelat med live. Ett femte album planeras att ges ut senare under 2010 med titeln Naked, tillsammans med singeln No Tears for You.
[uppföljning saknas]
Exilia kombinerar element från klassisk heavy metal, nu metal och thrash metal i deras musik. Tunga gitarriff och solon förekommer i flera av deras låtar, men är oftare mer experimentella än melodiska. Alex Henderson på Allmusic menade att Exilias sound kunde beskrivas som "L7 möter Korn (minus hiphop-influensen)."

## Medlemmar
Nuvarande medlemmar
- Masha Mysmane – sång (1998– )
- Marco Campailla – trummor (2013– )
- Wolves – gitarr (2016– )
- Simone Matteo Tiraboschi – basgitarr (2016– )

Tidigare medlemmar
- Elio Alien – gitarr (1998–2011)
- Frank Coppolino – basgitarr (1998–2001)
- Andrea Ge – trummor (1998–2005)
- Random – basgitarr (2001–2005)
- Ale "BH" Lera – trummor (2005–2010)
- Don Privacy (Marco Valerio) – basgitarr (2005–2016)[2]
- Rob Iaculli – trummor (2010–2013)
- Aimer – gitarr (2011–2013)
- Carlo Chiarenza – gitarr (2013– )[3]

## Diskografi
Studioalbum
- 2000 – Rightside Up (självutgiven, släppt som nyutgåva 2004 på Edel Records)
- 2004 – Unleashed (GUN Records (Sony BMG), producerat av The Resetti Brothers)
- 2006 – Nobody Excluded (GUN Records, producerat av The Resetti Brothers)
- 2009 – My Own Army (AFM Records, producerat av Ill Niños trummis Dave Chavarri)
- 2010 – Naked (My Place Records)
- 2012 – Decode (ZYX Music Group)
- 2015 – Purity (Eat the Beat Music)

EP
- 2003 – Underdog
- 2005 – Can't Break Me Down

Singlar
- 2004 – "Stop Playing God"
- 2004 – "Coincidence"
- 2009 – "Your Rain"
- 2010 – "No Tears for You"